# Eysteinn (re)
Eysteinn, Eystein, Øystein o Östen (norreno ey "island" o auja "buona fortuna" e steinn "pietra"), (... – Lofönd, VI secolo), è stato un re semi-leggendario sueone della casata dei Yngling, di Uppsala.

## Biografia
Figlio di Eadgils, re dello Svealand, fu deposto dal re del mare Sölve.

## Saga degli Ynglingar
Secondo Snorri Sturluson durante il suo regno morì Hrólfr Kraki a Lejre.
Nella Saga degli Ynglingar riporta:
Þá fer Sölvi til Sigtúna og beiðir sér konungsnafns og viðurtöku en Svíar safna her og vilja verja land sitt og varð þar orusta svo mikil að það er sagt að eigi sleit á ellefu dægrum. Þar fékk Sölvi konungur sigur og var hann þá konungur yfir Svíaveldi langa hríð til þess er Svíar sviku hann og var hann þar drepinn.»
(Snorri Sturluson - Saga degli Ynglingar - Of Eystein and the Jutland King Solve)

## Ynglingal
Þjóðólfr da Hvinir nell'Ynglingatal racconta solo della morte di re Eysteinn. La seconda delle stanze deditate a questo re presenta dei kennings di difficile interpretazione:
enda folginn 

lokins lífs 

á Lófundi, 

ok sikling 

með Svíum kóðu 

józka menn 

inni brenna. 

Ok bitsótt 

í brandnói 

hlíðar þangs 

á hilmi rann, 

þás timbrfastr 

toptar nökkvi, 

flotna fullr, 

ok fylki brann.»
Io so come finì

era destinata a cadere

a Lófund,

e tra i sikling

dicono che il re svedese

da uomini dello Jutland

fu bruciato rinchiuso.

E il mordace flagello[fuoco]

della nave incendiata
 
dei pendii di alghe[o boschi]

trovò il sovrano,

nella nave del luogo[casa]

dove è la dimora

piena dell'equipaggio,

e ivi bruciò.»
(Ynglingatal, Stanze XXXII e XXXIV)
Gli Sikling era il clan dei discendenti di Sigar, figlio di Handald il vecchio, abitanti del Lofönd. Bitsótt hlíðar þangs (letteralmente la mordace malattia dei pendii di alghe/boschi) è un complesso kenning per "fuoco". Toptar nƒkkvi (letteralmente "la nave del luogo dove la casa è costruita") si intende un edificio, come una casa o una Sala dell'idromele. L'equipaggio sono gli uomini di Eysteinn.